# Fredrik Djurling
Fredrik Djurling (* 15. září 1981, Järfälla) je bývalý švédský florbalista hrající na pozici středního útočníka. Narodil se ve městě Järfälla, kde také hrál za tým Järfälla IBK do dubna 2007, než podepsal smlouvu se švédským klubem AIK Innebandy. Se švédskou reprezentací vyhrál Mistrovství světa v letech 2004 a 2006.

## Medaile
Seznam medailí, které získal Fredrik Djurling na mistrovství světa:
| Medaile | Soutěž                             | Zápasy | Body |
| ------- | ---------------------------------- | ------ | ---- |
|         | Mistrovství světa ve florbale 2004 | 6      | 8    |
|         | Mistrovství světa ve florbale 2006 | 6      | 3    |
|         | Mistrovství světa ve florbale 2008 | 6      | 15   |
|         | Mistrovství světa ve florbale 2010 | 6      | 9    |